# Washington Magnus
Georg Washington Magnus, född 7 juli 1863 i Imsland, Ryfylke, död 24 januari 1917 i Stavanger, var en norsk dirigent och tonsättare.
Magnus blev student i Roskilde 1882, candidatus philosophiæ 1883 och studerade därefter vid Leipzigs musikkonservatorium. Han var 1892–93 dirigent för Musikselskabet Harmoniens orkester i Bergen. Åren 1893–1912 var han bosatt i Köpenhamn, där han var kapellmästare vid Casino-teatern 1900–05. Han var även dirigent i Hellerup musikförening, men flyttade 1913 till Stavanger, där han blev organist vid Sankt Petri kirke och från 1914 dirigent för Stavanger orkesterförening. 
Magnus skrev operan Salighetens ø (ofullbordad), musiken till Fridthjofs Hemkomst och Østenfor Sol og vestenfor Måne som uppfördes i Bergen och Stavanger, orkesterverk, violinkonsert, en stråkkvartett och sånger.